# Spanska ridskolan

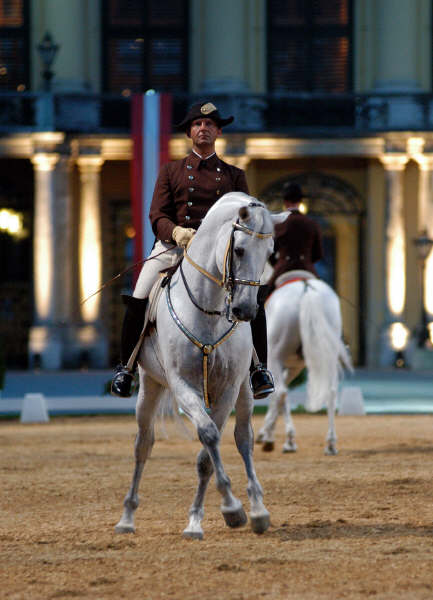
Maestoso Basowizza och Andreas Hausberger

Spanska ridskolan eller Spanska hovridskolan (tyska: Spanische Hofreitschule) är en högklassig ridakademi i Hofburg i Wien, Österrike. Ridskolan fick sitt namn av de berömda spanska hästarna som användes på ridskolan innan det officiella grundandet år 1729. Än idag används enbart vita lipizzanerhästar som är ättlingar bland annat till den spanska hästen. Idag hålls föreställningar på ridskolan två gånger i veckan och beridarna på ridskolan turnerar två gånger om året över hela världen för att visa upp föreställningarna i klassisk ridkonst. Spanska hovridskolan är en stor turistattraktion som besöks av flera tusen människor per år.

## Historia
Den nuvarande ridskolan grundades 1729, men själva verksamheten har anor ända från 1572 då den grundades som en ridakademi knuten till det habsburgska hovet där adelsmän kunde utbilda sig i den klassiska ridkonsten. År 1580 grundades även stuteriet Piber för att avla fram de vita lipizzanerhästarna som används under föreställningarna. Fram till 1729, när den nuvarande byggnaden, Vinterridskolan, började byggas var skolan inhyst i en träbyggnad intill det kejserliga palatset. 
1729 grundades den Spanska hovridskolan officiellt och byggandet av Vinterridskolan påbörjades på order av kung Karl VI. Vinterridskolan ritades som en del av Hofburgpalatset av arkitekten Josef Emmanuel Fischer von Erlach och stod färdigt 1735. Under den här tiden fanns det flera högklassade ridakademier över hela Europa men Spanska hovridskolan var den enda som överlevde Tysklands och den ungersk-österrikiska dubbelmonarkins sammanbrott år 1918. 
Under andra världskriget var Spanska hovridskolan säker från de bombningar som skedde runt om i Europa. Stallet blev då en fristad för de evakuerade hästarna från stuterierna i Österrike, Slovenien och Ungern. En stor del av lipizzanerhästarna hade dock förts bort av tyskar. En räd mot tyskarna gjordes 1945 med hjälp av den amerikanska armén och generalen George S. Patton, som var en gammal ridsportsutövare och god vän med den dåvarande föreståndaren för Spanska hovridskolan, Alois Podhajsky. Tack vare denna räd kunde flera hästar återföras till Österrike. På 60-årsdagen för räden, år 2005, hyllade man general Patton genom att hålla en massiv turné med uppvisningar i USA. 
Den Spanska hovridskolan har alltid varit en stor turistattraktion med uppvisningar i traditionell och klassisk ridkonst. Under 2007 meddelade ridakademin att Spanska hovridskolan hade stora ekonomiska problem och var hotade av konkurs. För att få bukt med problemet ökade man antalet föreställningar och turnéer runt om i världen. Samtidigt lade man upp en plan för att odla hästarnas havre och hö själva. 
I augusti 2008 skedde även ytterligare en förändring när man för första gången tog emot kvinnliga elever på ridskolan.

## Uppvisningar

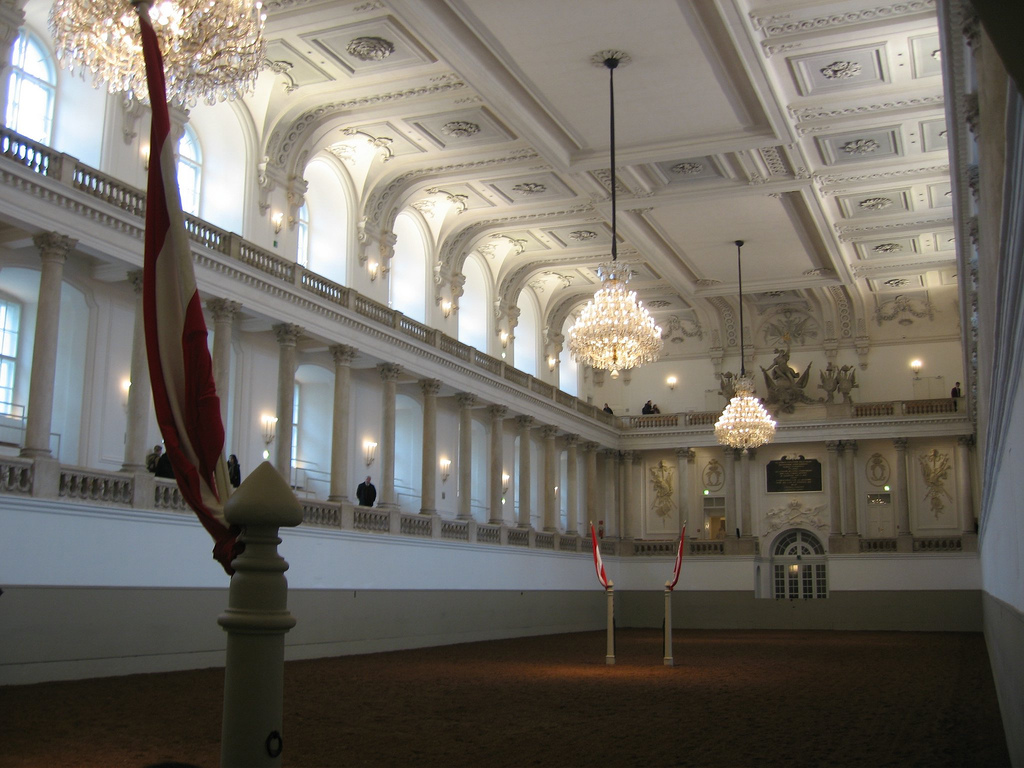
Ridskolans arena är designad i barockstil och omsorgsfullt inredd med kristallkronor och ett galleri med exklusiva målningar.

Ridskolan anses som en av världens vackraste ryttararenor och används idag till olika riduppvisningar. Vanligtvis hålls föreställningar minst två gånger i veckan under hela året, utom under juli och augusti. På morgnarna kan man även köpa biljetter för att titta på träningarna av hästarna. 
Under föreställningarna bär hästarna svarta träns med guldbeslag, dock utan den vanliga käkremmen. Sadlarna, som är av vitt hjortskinn, är typiska för den klassiska ridkonsten och kallas "Selle royale". Beridarna, som måste vara österrikiska medborgare, bär mörkbruna, dubbelknäppta frackar, tvåhörniga så kallade bicornehattar, vita hjortskinnsbyxor och svarta stövlar med uppvikt krage. Beridarna bär ofta med sig långa ridspön av björk som de själva skär till, men dessa används sällan utan är främst en symbol för anspråkslöshet. 
När beridarna gör entré och sorti lyfter de av tradition på hattarna för porträttet av ridskolans grundare, kung Karl VI, som hänger på ena kortsidan av ridhuset. Under föreställningarna framför beridarna bland annat en kadrilj, en pas de deux samt skolorna ovan mark. 

### Dressyrprogrammet

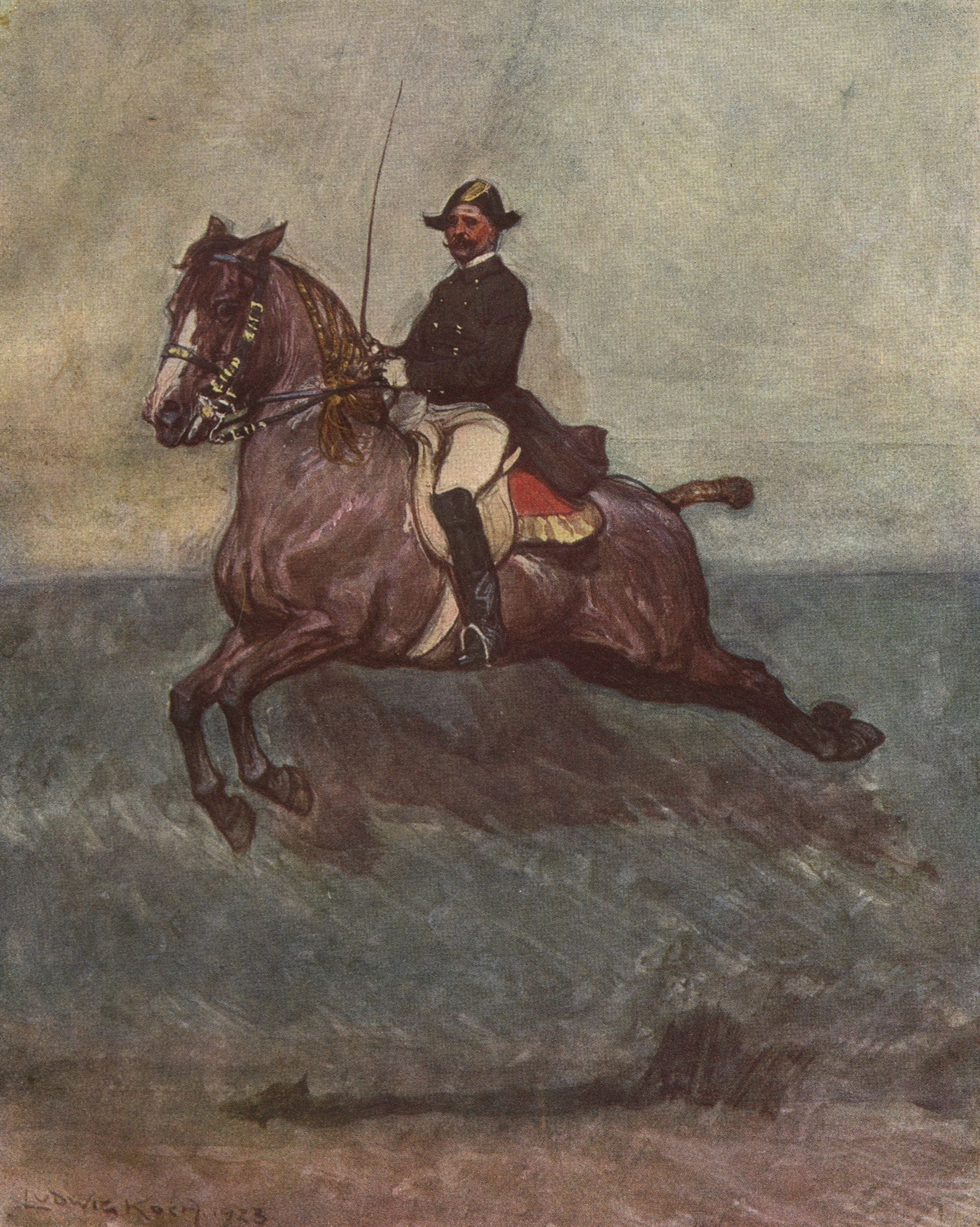
Kapriol. Målning av Ludwig Koch från hans konstsamling Die Reitkunst im Bilde.

Under föreställningarna visas hästarna upp i komponerade program som innehåller flera svåra rörelser inom dressyren, oftast utförd till klassisk musik av kompositörer som till exempel Bizet, Chopin eller Mozart. Föreställningen visar även upp flera andra dressyrrörelser som passage (en långsam trav med riktigt höga knälyft) och piaff (en så samlad trav att hästen trampar på stället). Hästarna utför även piruetter och galoppombyten i varje steg som ger intrycket av att hästarna dansar.  
Hästarna framför även de riktigt svåra rörelserna i den så kallade "skolan ovan mark". Under 1600-talet fanns hela sju rörelser som ingick i denna skola, ett dressyrprogram med en rad olika typer av hopp eller rörelser med svävmoment. Idag använder sig beridarna av följande rörelser:
- Levad - Hästen stegrar sig lätt med bakbenen vikta under sig. Bakbenen ska nästan ligga mot marken med haserna enbart ca 2 dm ovan marken.
- Courbette - Brukar utföras efter levad, då hästen gör ett flertal hopp framåt på bakbenen med upplyftad framdel och med frambenen helt stilla framför sig.
- Kapriol - Kallas även "gethoppet", då hästen först reser sig på bakbenen och därefter slår bakut med våldsam kraft.

## Träning
En beridare vid Spanska hovridskolan utbildas under fyra till sex år innan han anses mogen nog att rida en skolad häst. Efter det följer en utbildning på ytterligare två till fyra år innan beridarna får träna hästarna själva. En beridares träning kan ta upp till 14 år. 
Även hästarnas träning tar flera år att utföra. Det första året, "Remontenschule", får unghästarna främst lära känna omgivningen och genomgå en grundläggande utbildning. Under det andra året, "Campagneschule", ingår främst gymnastiska övningar med hästen samlad i alla gångarter innan de under det tredje året, "Hohe Schule", får börja tränas i de vanligaste dressyrrörelserna som ingår i uppvisningarna. Först då kan beridarna skaffa sig en uppfattning om huruvida hästen kan tränas i de riktigt svåra skolorna ovan mark, som hingstarna får lära sig under tredje och fjärde året.

## Hästarna

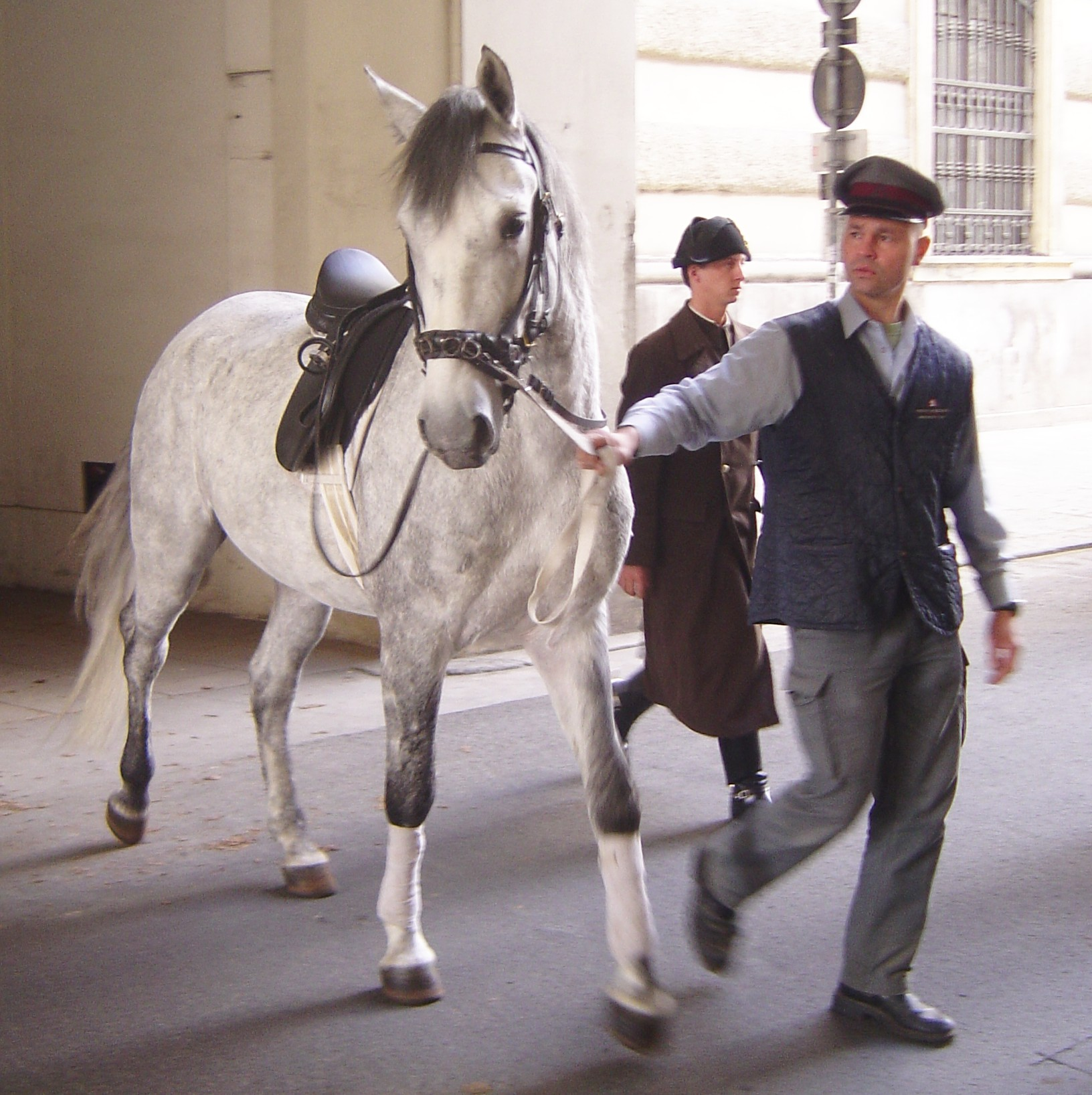
Endast vita Lipizzanerhingstar används på Spanska hovridskolan.

Endast hingstar av de vita Lipizzanerhästarna används vid den Spanska hovridskolan. Lipizzanerhästarna är ättlingar till de berömda spanska hästarna som importerades till det stuteri som den österrikiske ärkehertigen Karl II grundade i den lilla byn Lipizza (numera Lipica i nuvarande Slovenien) i Triestetrakten år 1580. Stuteriet avlade fram de Lipizzanerhästar som började levereras till hovet och ridskolan. Därav fick skolan sitt namn. Det finns många legendariska hingstar: Pluto, Favory, Siglavy, Conversano, Maestoso och Neapolitano.
Stuteriet Piber i Steiermark i Österrike är idag det enda österrikiska statsstuteri som för traditionen av uppfödning av lipizzanerhästar åt Spanska hovridskolan vidare. De moderna lipizzanerhästarna från Piber är främst skimlar, fölen föds svarta eller bruna och bleknar med åren till vitt. Cirka en procent av hästarna blir aldrig vita, men ingen skillnad görs på hur dessa hästar hanteras. De används i uppvisningar och avel precis som de vita hästarna. Av tradition håller sig Spanska hovridskolan alltid med minst en brun häst då legenden säger att det kommer att gå bra för ridskolan så länge det finns en mörk häst i stallet. Varje höst levereras ca 10 unghästar till ridskolan där de ska tränas och ingå i beridarnas skolning.

## Organisation
Spanska hovridskolan bildar sedan 2002 ett statsägt bolag där även statsstuteriet i Piber ingår. Bolaget har sedan dess gått med underskott.
Den ridande personalen bestod 2009 av en förste överberidare, två överberidare, sex beridare, fem beridareaspiranter och fyra elever. En överberidare hade under åren 2001-2006 en genomsnittlig årslön om 94 000-173 000 €, medan en beridare hade 70 000-121 000 €.